# Krasar
Krasar (en arménien Կրասար) est une communauté rurale du marz de Shirak en Arménie. En 2008, elle compte 449 habitants.